# رون أتكينسون
رونالد فرانكلين أتكينسون (بالإنجليزية: Ron Atkinson)‏، من مواليد 18 مارس 1939، لاعب كرة قدم إنجليزي سابق ومدرب كرة قدم سابق. و قد درب نادي مانشستر يونايتد الإنجليزي بين عامي 1981- 86.

## روابط خارجية
- رون أتكينسون على موقع IMDb (الإنجليزية)
- رون أتكينسون على موقع ميوزك برينز (الإنجليزية)
- رون أتكينسون على موقع إن إن دي بي (الإنجليزية)
- رون أتكينسون على موقع قاعدة بيانات الفيلم (الإنجليزية)
- رون أتكينسون على موقع قاعدة بيانات كرة القدم.إي يو (الإنجليزية)
- رون أتكينسون على موقع Soccerbase.com (مدرب) (الإنجليزية)
- رون أتكينسون على موقع عالم كرة القدم.نت (الإنجليزية)